# Епворт (Айова)
Епворт (англ. Epworth) — місто (англ. city) в США, в окрузі Дюб'юк штату Айова. Населення — 2023 особи (2020).

## Географія
Епворт розташований за координатами 42°26′51″ пн. ш. 90°55′53″ зх. д. / 42.44750° пн. ш. 90.93139° зх. д. (42.447434, -90.931255).  За даними Бюро перепису населення США в 2010 році місто мало площу 4,05 км², уся площа — суходіл.

## Демографія
Згідно з переписом 2010 року, у місті мешкало 1860 осіб у 643 домогосподарствах у складі 488 родин. Густота населення становила 460 осіб/км².  Було 651 помешкання (161/км²).
Расовий склад населення:
| - 93,9 % — білих - 4,8 % — азіатів - 0,8 % — чорних або афроамериканців |

До двох чи більше рас належало 0,2 %. Частка іспаномовних становила 0,4 % від усіх жителів.
За віковим діапазоном населення розподілялося таким чином: 28,7 % — особи молодші 18 років, 61,6 % — особи у віці 18—64 років, 9,7 % — особи у віці 65 років та старші. Медіана віку мешканця становила 33,1 року. На 100 осіб жіночої статі у місті припадало 106,0 чоловіків;  на 100 жінок у віці від 18 років та старших — 111,5 чоловіків також старших 18 років.
Середній дохід на одне домашнє господарство  становив 70 612 долари США (медіана — 70 380), а середній дохід на одну сім'ю — 77 132 долари (медіана — 76 477). Медіана доходів становила 47 383 долари для чоловіків та 35 707 доларів для жінок. За межею бідності перебувало 7,3 % осіб, у тому числі 9,4 % дітей у віці до 18 років та 3,8 % осіб у віці 65 років та старших.
Цивільне працевлаштоване населення становило 1170 осіб. Основні галузі зайнятості: освіта, охорона здоров'я та соціальна допомога — 24,3 %, виробництво — 20,3 %, роздрібна торгівля — 12,6 %, будівництво — 9,1 %.